# Грозинская волость
Гро́зинская во́лость — административно-территориальная единица Хотинского уезда Бессарабской губернии.
Волость включала в себя 15 сельских обществ, 15 общин, 21 селение (возможная ошибка), 3042 двора.
Волостной центр — село Грозинцы.

## Количество земли
По состоянию на 1886 год, общая площадь уезда составляла 22 786 десятин, из них 10 465 десятин пахотной земли. Во владении крестьянских обществ находилось 9797 десятин, во владении частных лиц — 11 432 десятины, остальная земля — 501 десятина.

## Население
Население Грозинской волости в 1886 году составляло 19 168 человек, из них 9882 мужчины и 9286 женщин.

## Населённые пункты
По данным «Иллюстрированного адрес-календаря Бессарабской губернии», выпущенного Бессарабским губернским статистическим комитетом в 1914 году Грозинская волость включала в себя 14 населённых пунктов, в том числе 6 сёл и 8 деревень:
| Населённый пункт | Статус  | Современное название | Современная территориальная принадлежность      |
| ---------------- | ------- | -------------------- | ----------------------------------------------- |
| Баламутовка      | село    | Баламутовка          | Заставновский район Черновицкой области Украины |
| Бочкоуцы         | село    | Бочковцы             | Хотинский район Черновицкой области Украины     |
| Гримешты         | деревня | Ржавинцы             | Заставновский район Черновицкой области Украины |
| Грозинцы         | село    | Грозинцы             | Хотинский район Черновицкой области Украины     |
| Коленкоуцы       | село    | Коленковцы           | Хотинский район Черновицкой области Украины     |
| Малинцы          | село    | Малинцы              | Хотинский район Черновицкой области Украины     |
| Онут             | деревня | Онут                 | Заставновский район Черновицкой области Украины |
| Поле-Онут        | деревня | Онут                 | Заставновский район Черновицкой области Украины |
| Перебийковцы     | деревня | Перебыковцы          | Хотинский район Черновицкой области Украины     |
| Ржавинцы         | деревня | Ржавинцы             | Заставновский район Черновицкой области Украины |
| Санкоуцы         | деревня | Санковцы             | Хотинский район Черновицкой области Украины     |
| Шиловцы          | деревня | Шиловцы              | Хотинский район Черновицкой области Украины     |
| Шишковцы         | деревня | Шишковцы             | Новоселицкий район Черновицкой области Украины  |
| Должок           | село    | Должок               | Новоселицкий район Черновицкой области Украины  |